# Elisabeth Nielsen
Elisabeth Nielsen (født Holmegaard Nielsen, 14. februar 1993 i Dianalund) er dansk/ukrainsk pianist.
Elisabeth afsluttede som 21-årig sin kandidatuddannelse hos prof. Niklas Sivelöv (sv) ved Det Kongelige Danske Musikkonservatorium med topkarakter, og blev derefter optaget i solist klassen i Danmark ved Marianna Shirinyan og Østrig ved Universität für Musik i Wien hos prof. Christopher Hinterhuber (de) & Jan Jiracek von Arnim.
Hendes debutkoncert fandt sted d 23. August 2017 i Det Kongelige Danske Musikkonservatories koncertsal.

## Diskografi
- Elisabeth Nielsen, Bach, Schumann and Prokofiev, Danacord 2015
- Elisabeth Nielsen, Beethoven, Schumann and Nielsen, Danacord 2017

## Koncerter
Udvalgte
- 2012: Recital ved festivalen ”Nuova Coppa Pianisti”, Italien
- 2013: Recital i Giardini La Mortella, Fondazione William Walton, Ischia, Italien
- 2013: Solist i Griegs Klaverkoncert med Sønderjyllands Symfoniorkester, Alsion
- 2014: Solokoncert, Festivalen ”Meisterkonzerte i Sulzbach-Saar”, Tyskland
- 2014: Optrædener som solist med Det Hollandske Symfoniorkester under ledelse af Jean-Bernard Pommier (fr) i Saint-Säens klaverkoncert no. 4
- 2015: Solokoncert og CD-release, Tivolis Koncertsal
- 2015: Solist i Ravels klaverkoncert med Det Kongelige Danske Musikkonservatoriums symfoniorkester
- 2015: Carl Nielsen jubilæumskoncert i Kiev Filharmonien Arkiveret 15. april 2021 hos  Wayback Machine
- 2016: Solist i Shostakovich Klaverkoncert no. 2 med Ivano Frankivsk Symfoniorkester, Ukraine Arkiveret 9. januar 2013 hos  Wayback Machine
- 2016: Solokoncert i Altes_Rathaus, Wien
- 2016: Koncert med baryton Jakob Vad ved den internationale festival ”Indian Summer in Levoca”, Slovakiet
- 2017: Solokoncert i Rundetårn
- 2017: Finalekoncert i Yamaha-konkurrencen, Artisten, Göteborg
- 2017: Afslutningskoncert på det Danske Akademi i Rom Arkiveret 23. april 2021 hos  Wayback Machine efter stipendiatophold
- 2017: Debutkoncert fra Det Kongelige Danske Musikkonservatorium og CD-release i konservatoriets koncertsal
- 2017: Solist i koncerter af Grieg og Myroslav Skoryk (en) med Det Nationale Ukrainske Præsidentorkester, Kiev Filharmonien Arkiveret 15. april 2021 hos  Wayback Machine
- 2018: Koncert og musikalsk fortælling hos DK4 (sendt på kanalen 14/8, 17/8, 18/11, 23/12)[2]
- 2018: Solist i Beethovens 3. Klaverkoncert med Sønderjyllands Symfoniorkester under ledelse af Henrik Schärfe
- 2019: Koncertoptræden i Musikhus ALFA - Udgivelse af bog om Per Kirkeby, i samarbejde med Edition Bløndal
- 2019: Turné i Kina ved Shanghai ICA Management
- 2019: ”The Great China Tour”, organiseret af Wu Promotion
- 2020: Nielsen Saloner promotion koncerter i Italien
- 2021: Solist i Mozarts 24. Klaverkoncert med Sønderjylland Symfoniorkester live på DR P2
- 2021: Ny musik - streaming koncert fra koncertkirken i samarbejde med Arbejdsgruppe Gunnar Berg
- 2021: Udvalgt kunstner til Fredagsscenen på P2

## Konkurrencer
- 2005, 2006, 2007, 2008: 1. Præmie ved Berlingske Tidendes Klassiske Musikkonkurrence
- 2008: 3. Præmie ved Steinway konkurrencen, Danmark
- 2010: 2. Præmie ved Steinway Konkurrencen, Danmark
- 2012: 1. Præmie ved ”Prof. Dichler Wettbewerb”, Wien, Østrig
- 2012: 1. Præmie ved Internationale Salieri konkurrence i Legnago, Italien
- 2012: 3. Præmie, publikumspris samt Det Hollandske Symfoniorkesters hæderspris ved ”International Piano Competition for Young Musicians” i Enschede, Holland
- 2013: 1. præmie ved pianist konkurrencen ved Det Kongelige Danske Musikkonservatorium samt 3. præmie ved konkurrencen for alle studerende ved Det Kongelige Danske Musikkonservatorium
- 2013: Vinder af konkurrencen om at spille Griegs Klaverkoncert med Sønderjyllands Symfoniorkester med koncert 9. August 2013
- 2017: Vinder af den skandinaviske Yamaha stipendiat-konkurrence, Sverige
- 2021: 3. præmie ved klaverkonkurrencen "Nuova Coppa Pianisti" i Italien

## Anmeldelser
- GAFFA.DK, Fascinerende flot fingerdans af ung klaverdebutant, 15. juni 2015
- Kristeligt Dagblad, Både indspilningen af Mozart og af Bach med flere får ros, 27. maj 2015
- Klassisk ifølge Sørensen, Det var på Rundetaarn, 23. januar 2017
- Ivan Rod, journalist, anmelder, forfatter og redaktør, Elisabeth Nielsen: Piano, 15. juni 2015
- Klassisk ifølge Sørensen, DEBUT Elisabeth Nielsen 11. september 2017

## Uddannelse
- 2008:-2009: Musikhøjskolen, Frederiksberg
- 2009-2012: Bachelor, Det Kongelige Danske Musikkonservatorium
- 2012-2014: Kandidat, Det Kongelige Danske Musikkonservatorium
- 2013-2015: Steinway Akademiet, Verona
- 2014-2017: Solist klassen, Det Kongelige Danske Musikkonservatorium
- 2015-2016: Postgraduale Studier, Universität für Musik und Darstellende Kunst, Wien
- 2016: Accademia Musicale Chigiana, Siena, Italien
- 2019: Tel-Hai International Piano Academy, Israel